# Suriya Jungrungreangkit
Suriya Juangroongruangkit (em tailandês: สุริยะ จึงรุ่งเรืองกิจ; Banguecoque, 10 de dezembro de 1954) é um político tailandês, filiado ao Partido Pheu Thai. É o atual vice-primeiro-ministro da Tailândia desde abril de 2024 e ministro dos Transportes desde setembro de 2023, tendo já ocupado os cargos de vice-primeiro-ministro entre 2005 e 2006, e de ministro dos Transportes entre 2002 e 2005.
Foi, em diferentes períodos, ministro da Indústria, vice-ministro da Indústria e membro da Câmara dos Representantes. Também foi um dos líderes do Partido Palang Pracharath, assim como do Partido Thai Rak Thai.

## Início da vida e carreira
Natural de Banguecoque, Tailândia,  Suriya Juangroongruangkit é de ascendência sino-tailandesa. Estudou na Triam Udom Suksa School, em Phaya Thai, e formou-se em engenharia de manufatura pela Universidade da Califórnia em Berkeley, em 1978.
Após trabalhar em diversas empresas automobilísticas na Tailândia, foi nomeado ministro dos Transportes em 3 de outubro de 2002. Em 11 de março de 2005, iniciou seu segundo mandato no cargo.
Em 2003, Suriya pagou 95 200 dólares por uma placa de carro considerada de sorte para seu filho: 9999.
Suriya é tio de Thanathorn Juangroongruangkit.

## Carreira política
Quando integrava o Partido Thai Rak Thai, Suriya atuou como secretário-geral da legenda. Já no Partido Palang Pracharath, foi um membro influente da facção Sam Mitr. Sob o comando do primeiro-ministro Prayut Chan-o-cha, ocupou o cargo de ministro da Indústria.
No início de 2023, surgiram rumores de que Suriya e Somsak Thepsuthin deixariam o Palang Pracharath para se filiar ao Pheu Thai. Na ocasião, ambos comunicaram ao líder partidário, Prawit Wongsuwam, sua intenção de permanecer e disputar as eleições para a Câmara dos Representantes. No entanto, em 23 de março de 2023, Suriya, Somsak e a esposa de Suirya, Anongwan, filiaram-se ao Partido Pheu Thai.
Em 1.º de julho de 2025, Paetongtarn Shinawatra foi suspensa do cargo pelo Tribunal Constitucional, e Suriya assumiu interinamente como primeiro-ministro da Tailândia. Devido a uma reforma ministerial previamente organizada por Paetongtarn enquanto ainda exercia o cargo, Suriya renunciou ao posto de primeiro-ministro interino em 3 de julho, sendo sucedido pelo ministro do Interior, Phumtham Wechayachai, que havia sido nomeado vice-primeiro-ministro.